# Atrå kyrka

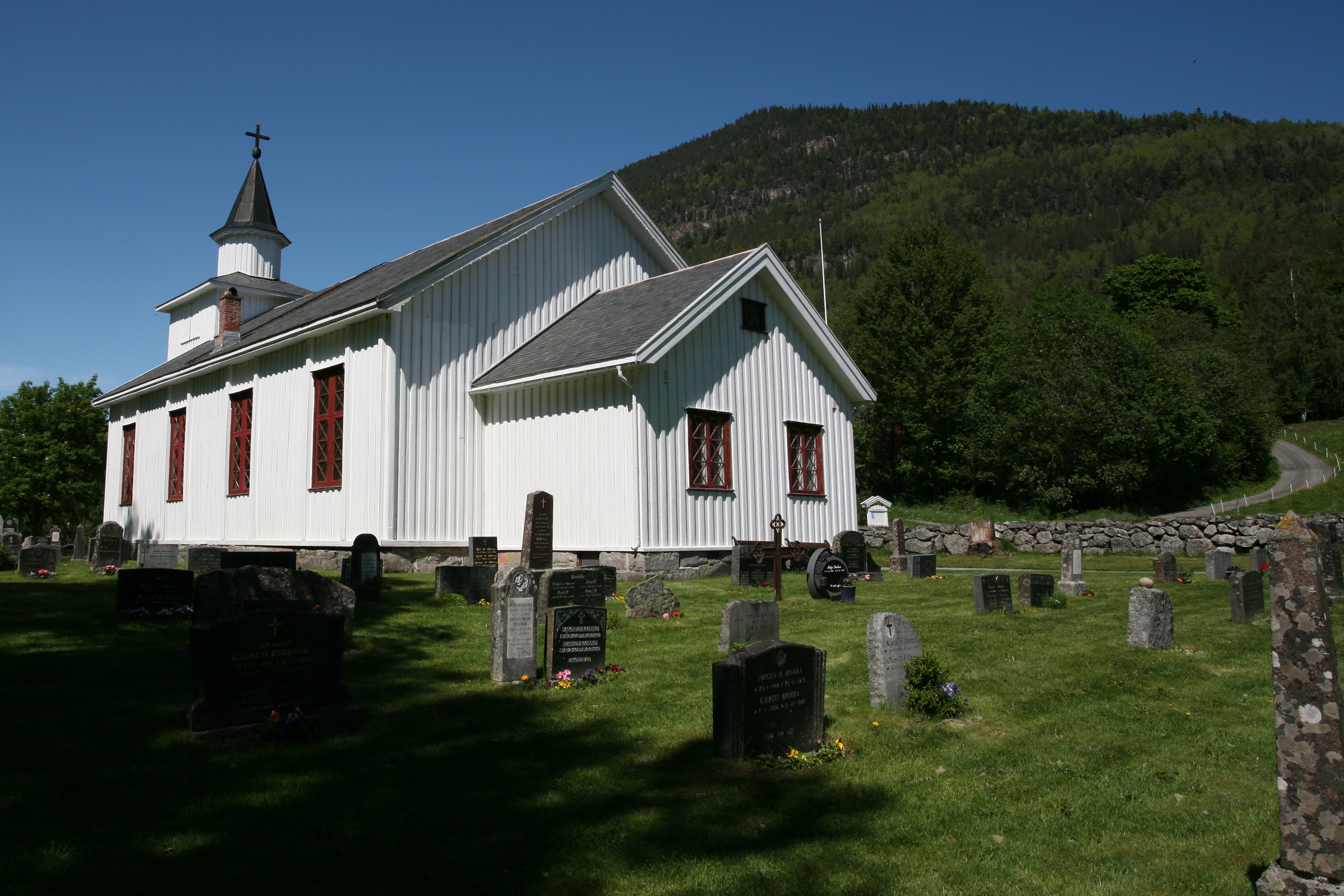
Atrå kyrka

Atrå kyrka är en kyrkobyggnad belägen i Tinns kommun i Telemark fylke i södra Norge. Den är en långkyrka i trä med 300 sittplatser.
Kyrkan uppfördes efter ritningar av arkitekt Hans Ditlev Franciscus von Linstow och invigdes 1836. Två av dess tre klockor härstammar från den stavkyrka som tidigare fanns på platsen. Den tredje klockan erhölls som gåva 1925.